# Jersey City
Jersey City és una ciutat i capital del  Comtat de Hudson, a l'estat de Nova Jersey, dels Estats Units d'Amèrica. D'acord al cens del 2010 tenia una població de 247.597 habitants, essent la segona ciutat de Nova Jersey per població i la primera del comtat de Hudson. La ciutat és al marge dret del riu Hudson amb l'illa de Manhattan (Nova York) per l'altra banda.

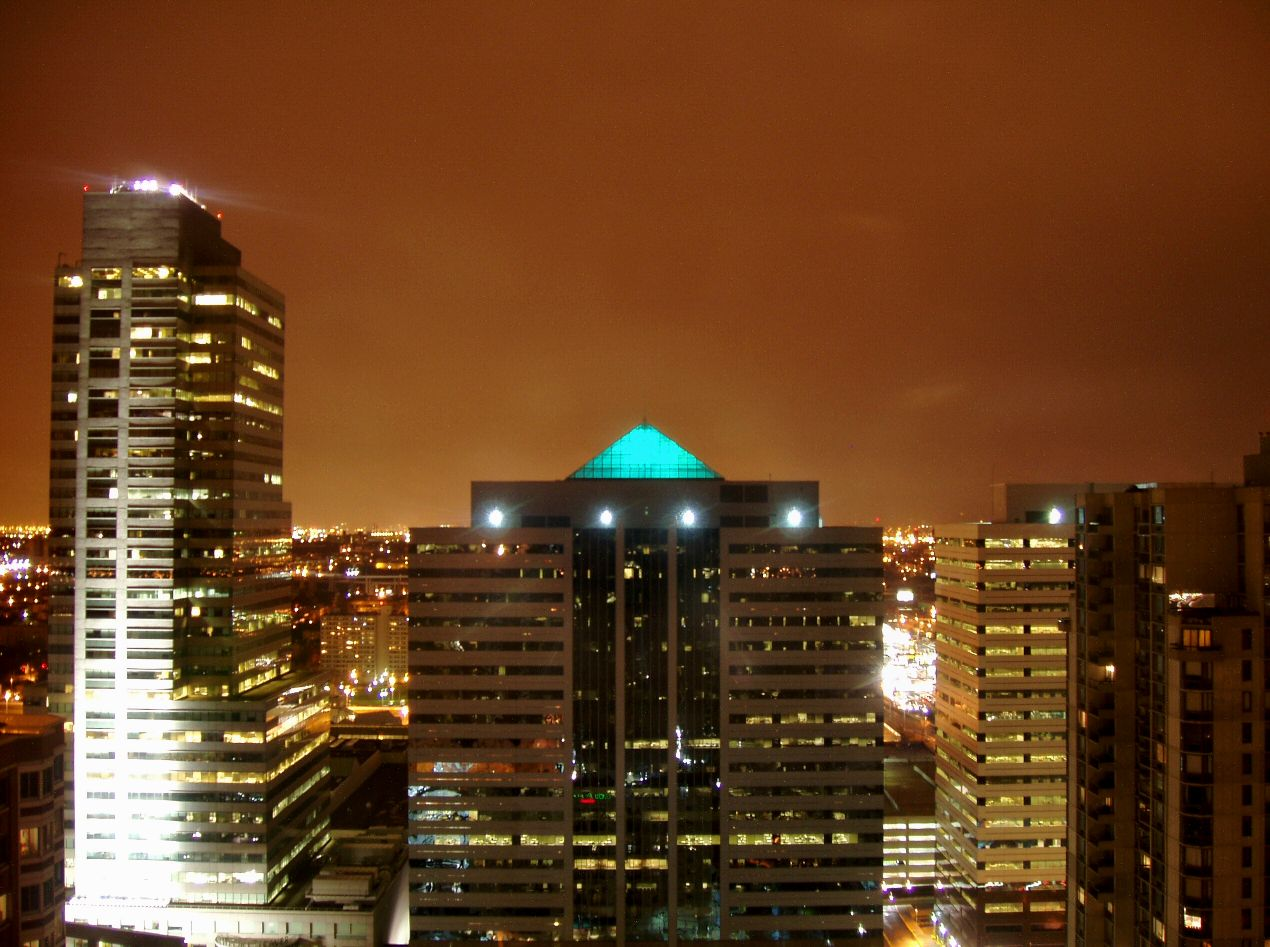
Vista nocturna.